# Élisabeth de Kalisz
Élisabeth de Kalisz ou de Grande-Pologne (1263 † 28 septembre 1304), fille aînée de Boleslas le Pieux et de Sainte Yolande de Pologne, fut duchesse de Legnica par son mariage avec Henri V le Gros. Elle avait pour sœur cadette Edwige de Grande-Pologne. 

## Biographie
En 1273, Élisabeth épouse Henri V, duc de Legnica, fils de Boleslas II le Chauve et d'Edwige d'Anhalt. Ensemble, ils auront huit enfants :
1. Edwige (vers 1277 † après 3 février 1347), mariée en 1289/95 à Othon, second fils d'Othon V de Brandebourg. Après le décès de son mari, elle devient nonne au couvent des Clarisses à Wroclaw
2. Euphémie (vers 1278 † juin 1347), mariée en 1300 à Othon II de Goritz, duc de Carinthie. Leur fille Élisabeth de Carinthie est l'ancêtre directe des rois de Sicile, d'Aragon et de Castile
3. Anne (1284 † 2/3 October 1343), abbesse au couvent des Clarisses à Wrocław
4. Élisabeth (vers 1290 † novembre 1357/58), abbesse du couvent des Clarisses à Wrocław
5. Boleslas (23 septembre 1291 † 21 avril 1352)
6. Hélène (vers 1293 † après 1300), nonne au couvent des Clarisses à Gniezno
7. Henri (18 mars 1294 † 24 novembre 1335)
8. Ladislas (né posthume le 6 juin 1296 † 13 janvier après 1352)

Au début du mois de novembre 1293, Henri III de Głogów, avec lequel Henri V est en conflit, réussit à le faire enlever et l’emprisonne pendant 6 mois dans son château de Głogów, dans des conditions très difficiles (il est enfermé dans une cage en fer), jusqu’au moment où celui-ci, malade, accepte de lui céder une grande partie de son duché, de lui verser une importante somme d’argent et d’être son allié pendant cinq ans. 
Henri V ne recouvrera jamais la santé et en 1294, craignant de ne pas vivre très longtemps, décida de se placer sous la protection du Saint-Siège afin de défendre l'avenir de son duché. Il meurt le 22 février 1296 et est enterré au couvent des Clarisses de Wroclaw, où plusieurs de ses filles ont pris le voile. Au moment de sa mort, tous ses fils sont mineurs et placés sous la tutelle de leur oncle, Bolko.

## Dernières années
La mère d'Élisabeth et sa plus jeune sœur, Anne, sont entrées au couvent à la mort du roi Boleslas Le Pieux. Edwige a épousé Ladislas IV Le Bref, dont elle a eu de nombreux enfants, parmi lesquels Élisabeth de Pologne et Casimir III Le Grand. 
Élisabeth et ses enfants vont s'installer auprès du roi Venceslas II de Bohême et sa famille. Tous deux vont arranger le mariage du futur Boleslas III avec Marguerite, la plus jeune sœur du roi. 
Venceslas II manifeste sa faveur au jeune prince, plus encore après les fiançailles, ce qui provoque les craintes des proches du roi, qui voient dans le jeune duc un rival potentiel pour le trône. Bien que Venceslas ait un fils, la mort soudaine du roi en 1305 et le meurtre de son héritier l'année suivante à Olomouc donnent brutalement à Boleslas une importance inattendue. Le jeune homme commence à sa battre pour le trône de Bohême et prend le titre de "haeres Regni Poloniae" (héritier du royaume de Pologne).
Élisabeth meurt le 28 septembre 1304 et est enterrée auprès de son mari au couvent des Clarisses de Wrocław.